# Football Club Puteolana 2001-2002
Questa pagina raccoglie le informazioni riguardanti il Football Club Puteolana nelle competizioni ufficiali della stagione 2001-2002.

## Rosa
| N. |                    | Ruolo | Calciatore              |
| -- | ------------------ | ----- | ----------------------- |
|    | Italia (bandiera)  | C     | Vittorio Albano         |
|    | Italia (bandiera)  | C     | Donato Amato            |
|    | Italia (bandiera)  | C     | Salvatore Cangiano      |
|    | Italia (bandiera)  | C     | Pietro Capuccilli       |
|    | Italia (bandiera)  | D     | Carlo Cherubini         |
|    | Italia (bandiera)  | C     | Francesco Chietti       |
|    | Italia (bandiera)  | C     | Alessandro Di Matteo    |
|    | Italia (bandiera)  | C     | Antonio Di Meo          |
|    | Italia (bandiera)  | P     | Gennaro Esposito        |
|    | Italia (bandiera)  | A     | Mariano Fioravanti      |
|    | Brasile (bandiera) | A     | Bruno De Araujo Fonseca |
|    | Italia (bandiera)  | D     | Giuseppe Fornaciari     |
|    | Italia (bandiera)  | A     | Antonio Fusco           |
|    | Italia (bandiera)  | C     | Roberto Genco           |

| N. |                   | Ruolo | Calciatore         |
| -- | ----------------- | ----- | ------------------ |
|    | Italia (bandiera) | D     | Dino Giannascoli   |
|    | Italia (bandiera) | A     | Sergio Giordano    |
|    | Italia (bandiera) | C     | Luigi Liguori      |
|    | Italia (bandiera) | A     | Gennaro Marasco    |
|    | Italia (bandiera) | D     | Salvatore Perrella |
|    | Italia (bandiera) | D     | Massimiliano Russo |
|    | Italia (bandiera) | C     | Sirio Silvestri    |
|    | Italia (bandiera) | A     | Antonio Sparacio   |
|    | Italia (bandiera) | D     | Mario Terracciano  |
|    | Italia (bandiera) | D     | Diego Toledo       |
|    | Italia (bandiera) | C     | Antonio Trovato    |
|    | Italia (bandiera) | A     | Ernesto Verolino   |
|    | Italia (bandiera) | D     | Ciro Vitiello      |